# Горбач Володимир Анатолійович
Горбач Володимир Анатолійович (нар. 31 березня 1970) — виконавчий директор Інституту трансформації Північної Євразії (з 2022 року).
Політичний аналітик Інституту Євро-Атлантичного співробітництва (2003 - 2022).
Експерт з питань зовнішньої та внутрішньої політики України.
Автор більше 75 публікацій в українських і закордонних виданнях на тему зовнішньої і внутрішньої політики України, в тому числі — виборчих стратегій і виборчих технологій.

## Біографічні відомості
Народився 31 березня 1970 року у селі Хороше Озеро Борзнянського району Чернігівської області.
Закінчив історичний факультет Чернігівського Державного педагогічного Університету ім. Т. Г. Шевченка в 1993 році та викладав політологію на кафедрі філософії та суспільно-політичних дисциплін (до 2000 року).
Політичні дослідження та аналіз поєднує з активною суспільно-політичною діяльністю. З 1990 року — голова Чернігівського студентського братства, потім керівник чернігівського представництва фонду «Українська перспектива». Реалізував низку проектів в Інституті політики, Інституті Євро-Атлантичного співробітництва.
З лютого 1998 року — голова Чернігівської обласної організації партії «Реформи і порядок». З 2000 року — керівник інформаційно-аналітичного відділу виконкому партії «Реформи і порядок», у 2005–2006 рр. — член політради і керівник інформаційно-аналітичного департаменту Громадянської партії «Пора».
У 2002–2005 роках працював помічником народних депутатів Миколи Томенка і Бориса Тарасюка.
Член Оргкомітету Громадянської асамблеї України, Громадянського конституційного комітету та Громадської експертної ради при Українській частині Комітету з питань співробітництва між Україною та ЄС.
У 2015 році був членом конкурсної комісії з відбору кандидатів на зайняття адміністративних посад у Спеціалізованій антикорупційній прокуратурі (за квотою Верховної Ради України).

## Блоги
1. Українська правда[4]
2. https://www.facebook.com/volodymyr.horbach [Архівовано 10 грудня 2020 у Wayback Machine.]